# 219
| [ Edytuj tabelę ] |                                               |
| Cesarz Chin       | - 189 Han Xiandi 220                          |
| Władca Korei      | - 197 Sansang 227                             |
| Papież            | - 217 Hipolit Rzymski 235 - 217 Kalikst I 222 |
| Król Partów       | - 208 Wologazes VI 228 - 216 Artabanus IV 224 |
| Cesarz Rzymu      | - 218 Heliogabal 222                          |

Rok 219 / CCXIX
stulecia: II wiek ~
III wiek ~
IV wiek

lata: 209 «
214 «
215 «
216 «
217 «
218 «
219
» 220
» 221
» 222
» 223
» 224
» 229

## Wydarzenia
- Legiony Legio IV Scythica i Legio III Gallica zostały rozwiązane po tym, jak ich dowódcy – Gelliusz Maksymus i Werus – zbuntowali się przeciwko rządom Heliogabala w Cesarstwie rzymskim.

## Zmarli
- Gelliusz Maksymus, rzymski dowódca i uzurpator.
- Werus, rzymski uzurpator.